# 안평역 (부산)

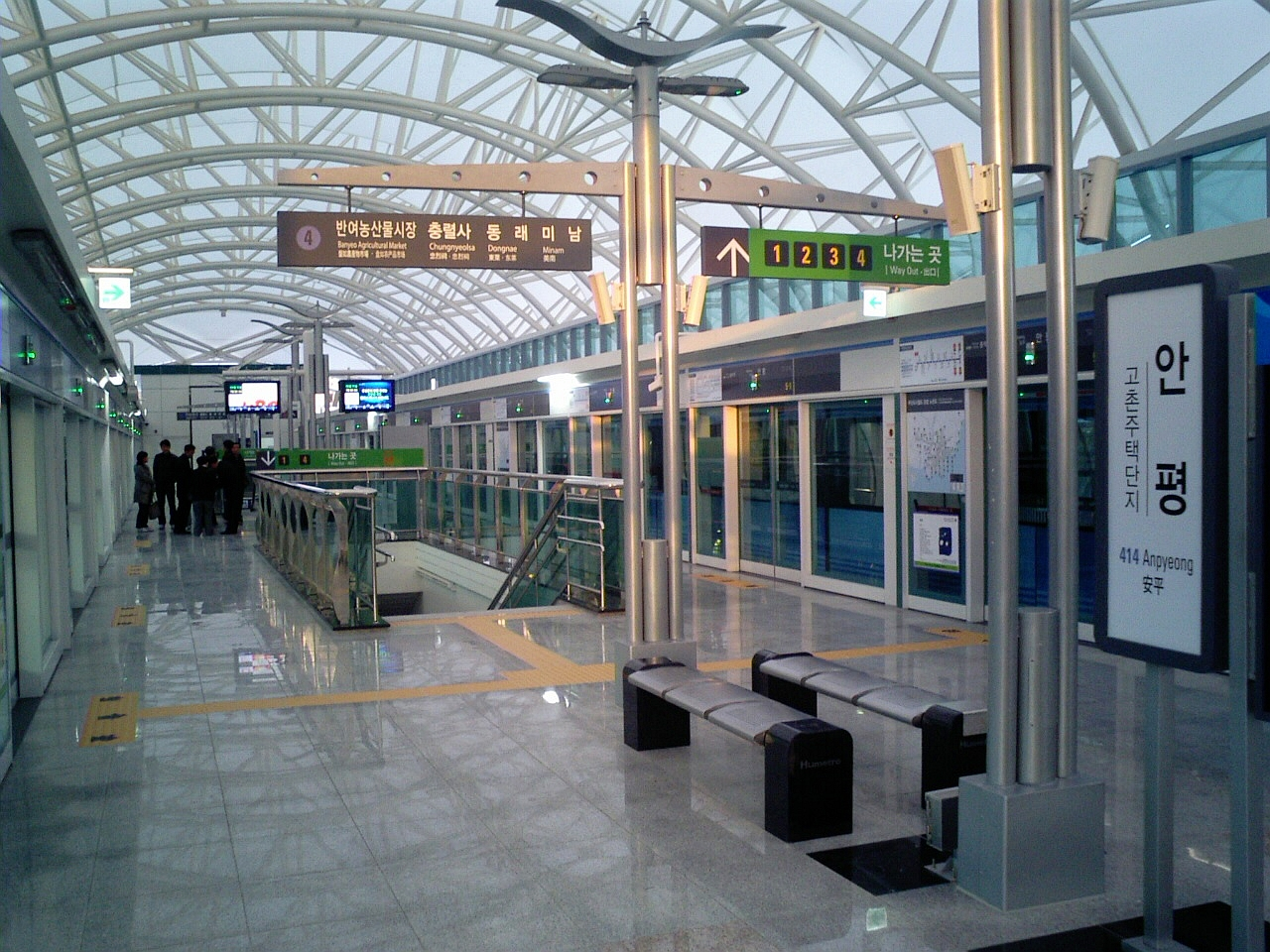
미남 방향 승강장(좌), 당역 종착 승강장(우)

안평(고촌주택단지)역(Anpyeong(A Residential Complex in the Village)Station, 安平(高村住宅團地)驛)은 대한민국 부산광역시 기장군 철마면 안평리와 고촌리에 걸쳐 있는 부산 도시철도 4호선의 전철역이자 종착역이다. 이 역부터 석대역까지 지상 구간이다.

## 역사
- 2003년 12월 3일(수요일) : 부산 도시철도 3호선 미남역~안평역 구간 착공
- 2009년 11월 11일(수요일) : 부산 도시철도 3호선 미남역~안평역 구간에서 부산 도시철도 4호선으로 분리
- 2011년 3월 30일(수요일) : 부산 도시철도 4호선 미남역~안평역 구간 개통과 함께 종착역으로 영업 개시
- 미정 : 부산 도시철도 4호선 안평역~신일광역 구간 개통과 함께 중간역이 될 예정

## 개요
고촌주택단지는 병기역명이다.

## 역 구조
출입구는 4개다. 1·3번 출입구는 고촌리에 있고, 2·4번 출입구는 안평리에 있다.

### 승강장
1면 2선의 섬식 승강장을 갖춘 고가역이며, 반밀폐형 스크린도어가 설치되어 있다.
| 고촌 ↑    |
| 하 상 \|  |
| 시·종착역 |

| 상행 | ● 부산 도시철도 4호선 | 고촌·수안·동래·미남 방면                                                                       |
| 하행 | ● 부산 도시철도 4호선 | 안평기지 입고 열차 당역 종착\|안평기지 간이역.경전철 홍보관•휴메트로 테마공원 이용 가능한 열차 |

## 역 주변
- 부산교통공사 경전철운영사업소
- 고촌휴먼시아아파트
- 고촌마을
- 안평마을
- 고평교회
- 신진초등학교

## 승차량 변동
| 노선  | 승차 인원 | 승차 인원 | 승차 인원 | 승차 인원 | 승차 인원 | 승차 인원 | 주 석 |
| 노선  | 2011년    | 2012년    | 2013년    | 2014년    | 2015년    | 2016년    | 주 석 |
| ----- | --------- | --------- | --------- | --------- | --------- | --------- | ----- |
| 4호선 | 2010      | 2035      | 2135      | 2470      | 2617      | ?         | [ 4 ] |

## 인접한 역
| 부산 도시철도 4호선 | 부산 도시철도 4호선   | 부산 도시철도 4호선 |
| ------------------- | --------------------- | ------------------- |
| 413 고촌 미남 방면  | ● 부산 도시철도 4호선 | 시·종착역           |